# معدن سنگ تنگ گیر
معدن سنگ تنگ گیر مربوط به دوره هخامنشی است و در شهرستان دشتستان، بخش مرکزی، ۵ کیلومتری غرب برازجان واقع شده و این اثر در تاریخ ۸ بهمن ۱۳۸۵ با شمارهٔ ثبت ۱۷۱۱۵ به عنوان یکی از آثار ملی ایران به ثبت رسیده است.